# مهمة عوالم جديدة

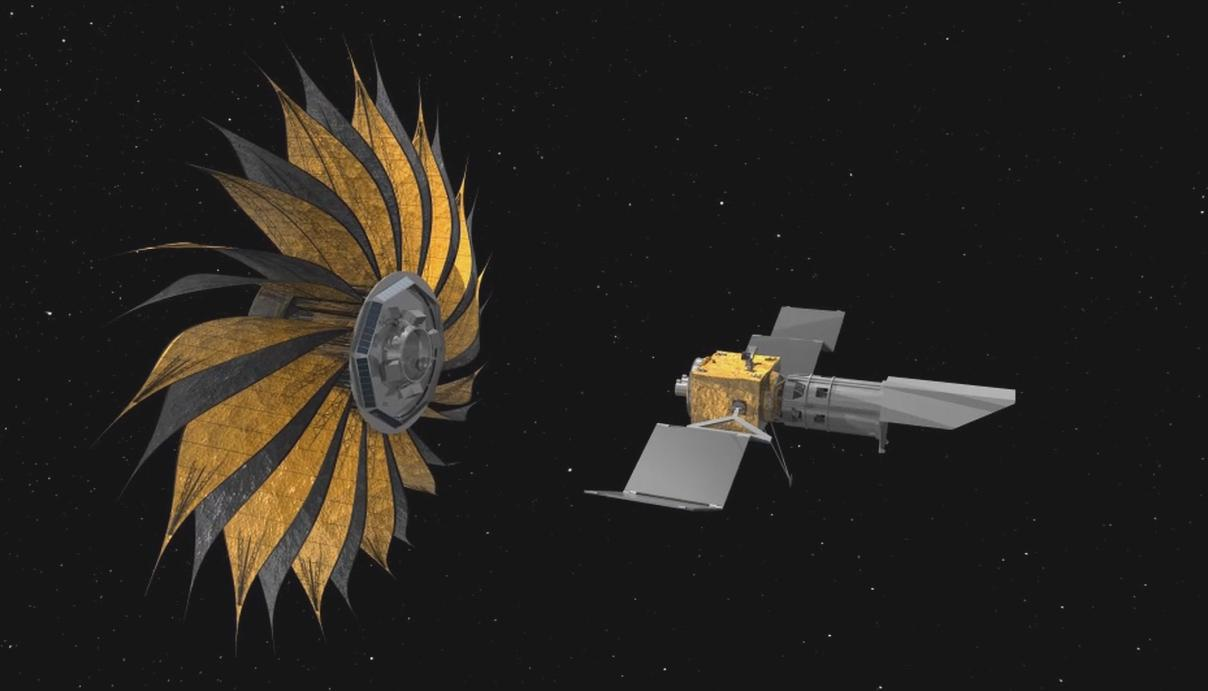

مهمة ‹‹عوالم جديدة›› هي مشروع مقترح يشمل حاجبًا كبيرًا يحلّق بشكل مصمم ليحجب ضوء النجوم القريبة لكي يصبح بالإمكان رصد الكواكب الخارجية التي تدور حول هذه النجوم. يمكن الحصول على الأرصاد باستخدام تلسكوب فضائي موجود، من المحتمل أن يكون التلسكوب المستخدم تلسكوب جيمس ويب الفضائي عند إطلاقه، أو تلسكوبًا بصريًا مخصصًا للرصد بالأشعة المرئية مصممًا بشكل مثالي لغرض اكتشاف الكواكب الخارجية. موّل معهد ناسا للمفاهيم المتقدمة مشروع البحث الأولي الذي يقوده ويبستر كاش من جامعة كولورادو في مدينة بولدر بالاشتراك مع شركة بول للصناعات الفضائية والتكنولوجيا ونورثروب غرومان ومؤسسة البحث الجنوبية الغربية وآخرون منذ عام 2005 حتى عام 2008. بحث المشروع منذ العام 2010 عن تمويل إضافي من ناسا ومن المصادر الأخرى بقيمة ثلاثة مليارات دولار أمريكي بما في ذلك التلسكوب الخاص بالمشروع بطول 4 أمتار، أو بتكلفة 750 مليون دولار من أجل تمويل المركبة الفضائية ‹‹الظل النجمي›› لاستخدامها برفقة تلسكوب جيمس ويب الفضائي. إذا مُوّلت هذه المهمة وأُطلقت، فسوف تعمل لمدة خمس سنوات.

## الهدف
يعد الكشف المباشر عن الكواكب الخارجية صعبًا جدًا في الوقت الحالي، ويرجع هذا في المقام الأول إلى:
عندما تُرصد الكواكب الخارجية الموجودة على بعد مسافات فلكية، فإنها تظهر قريبةً جدًا من نجومها المضيفة. وحتى أقرب النجوم موجودة على بعد سنوات ضوئية. يعني هذا أنه عند البحث عن الكواكب الخارجية، يستطيع المرء رصد زوايا صغيرة جدًا من النجم، تتمثل بعشرات الميلليات من الثواني القوسية. من المستحيل الحسم من الأرض باستخدام زوايا بهذا الصغر بسبب الرؤية الفلكية.
الكواكب الخارجية عاتمة جدًا بالمقارنة مع نجومها المضيفة. يظهر النجم عادة أكثر إشراقًا بمليارات المرات تقريبًا من الكوكب الذي يدور حوله. ما يجعل رؤية الكواكب شبه مستحيلة بسبب سطوع النجم.
إنّ صعوبة رصد هكذا كوكب خافت قريب جدًا من نجمه الساطع هي العقبة التي أعاقت علماء الفلك عن التصوير المباشر للكواكب الخارجية. لم يُصّور إلّا عدد قليل من الكواكب الخارجية حتى يومنا هذا. كان أوّل كوكب تم تصويره هو 2إم1207بي، وهو يدور حول نجم يدعى 2إم1207. تمكن علماء الفلك من تصوير هذا الكوكب لأنه كوكب غير اعتيادي بعيد جدًا عن نجمه المضيف بمسافة 55 وحدة فلكية (ضعفي المسافة تقريبًا بين كوكب نبتون والشمس). بالإضافة إلى ذلك، فإن الكوكب يدور حول نجم قاتم جدًا معروف باسم القزم البني.
للتغلب على صعوبة تمييز الكواكب الشبيهة بالأرض والقريبة من نجم ساطع، ستحجب مهمة العوالم الجديدة ضوء النجم بواسطة حاجب. سيحجب كل ضوء النجم الذي يصل إلى الراصد، في حين سيسمح لضوء الكوكب النقي بالمرور. سيبلغ قطر ‹‹الظل النجمي›› عشرات الأمتار ومن المحتمل أن يُصنع من الكابتون، ومن مواد ذي وزن خفيف مثل المايلار.

## الطرق
تعتمد الطرق التقليدية لاكتشاف الكواكب الخارجية على وسائل غير مباشرة لاستنتاج وجود الأجسام المدارية. تتضمن هذه الطرق ما يلي:
- علم القياسات الفلكية. إذ نستطيع مشاهدة النجم يتحرك ببطء بسبب التأثير الثقالي للكوكب القريب.
- رصد تغيرات ظاهرة دوبلر لطيف النجم والناتجة عن حركة النجم.
- رصد كمية الضوء المتغيرة القادمة من النجم بسبب عبور الكوكب الخارجي أمامه، ما يمنع جزءًا من الضوء من الوصول إلى الراصد.
- توقيت النجم النابض
- المفعول العدسي التثاقلي
- رصد الإشعاع الخارج من الأقراص النجمية الدوارة بالأشعة تحت الحمراء.
- توفر كل هذه الطرق براهين مقنعة على وجود الكواكب الخارجية، ولكن لا يوفر أي منها صورًا حقيقية لهذه الكواكب.

الهدف من مهمة عوالم جديدة هو حجب الضوء القادم من النجوم القريبة بواسطة حاجب. ما سيسمح بالرصد المباشر للكواكب التي تدور حول هذه النجوم. سيكون هذا الحاجب عبارة عن قرص ذي صفيحة كبيرة يطير آلاف الكيلومترات على طول خط النظر. من المحتمل أن يكون قطر القرص عدة عشرات من الأمتار وهو يناسب أنظمة الإطلاق المُستهلكة الحالية حيث يمكن إطلاقه بواسطتها، وسيُنشر بعد الإطلاق.
تتمثل إحدى الصعوبات التي تواجه هذا المبدأ بالضوء القادم من النجم الهدف والذي يمكن أن ينحرف حول القرص ويتداخل مع المحور المركزي على طوله. وبالتالي سيبقى ضوء النجم مرئيًا بسهولة، ما يجعل اكتشاف الكوكب مستحيلًا. كان أوّل من اشتهر بوضع هذا المبدأ سيميون بواسون من أجل دحض النظرية الموجية للضوء (أي اعتبار الضوء موجة)، لأنه اعتقد أن وجود بقعة مضيئة في مركز الظل هو مجرد هراء. ولكن تحقق دومينيك أراغو تجريبيًا من وجود بقعة أراغو (وهي نقطة مضيئة تظهر في وسط ظل جسم دائري). يمكن إلغاء هذا التأثير بواسطة تشكيل حاجب بشكل محدد. ستختفي بقعة أراغو عن طريق إضافة بتلات ذات شكل معين للحافة الخارجية للقرص الحاجب، ما سيسمح بكبح ضوء النجم.
ستجعل هذه التقنية اكتشاف الكواكب أمرًا ممكنًا بالنسبة للنجوم التي تقع على بعد عشرة فراسخ فلكية من الأرض (32 سنة ضوئية تقريبًا). يُقدّر بأنه من الممكن أن توجد عدة آلاف من الكواكب الخارجية على هذا البعد. يشبه الحاجب النجمي تلسكوب أراغو ولكن يجب عدم الخلط بينهما (تلسكوب أراغو: تلسكوب مصمم بالاعتماد على الانحراف حول حافة قرص مُغلق)، إذ يُعد تلسكوب أراغو أداة تصوير مصممة لاستخدام انحراف الضوء حول درع ضوئي دائري للحصول على صورة. أمّا الحاجب النجمي فهو مرسام إكليلي على شكل زهرة عباد الشمس مُصمم لمنع ضوء النجم من التداخل مع الأرصاد التلسكوبية للعوالم الأخرى. صُممت البتلات للحاجز النجمي لتُلغي الانحراف الذي يمثّل الخاصية المركزية لتلسكوب أراغو.
الظل النجمي: مركبة فضائية صممها عالم الفيزياء الفلكية ويبستر كاش في مركز الفيزياء الفلكية وعلم الفلك في جامعة كولورادو في مدينة بولدر. صُممت المركبة الفضائية المُقترحة لتعمل جنبًا إلى جنب مع التلسكوبات الفضائية مثل تلسكوب جيمس ويب الفضائي أو التلسكوب الجديد بطول أربعة أمتار. ستحلق هذه المركبة خارج مدار الأرض حول الشمس على مسافة 72000 كيلو متر (45000 ميل) أمام التلسكوب الفضائي (بين التلسكوب والنجم المستهدف) وحوالي 238600 ميل (384000 كيلو متر) من الأرض. تشبه المركبة عندما تكون البتلات مفتوحة زهرة عباد الشمس. مع نتوءات بارزة حول محيطها. تعمل مركبة الظل النجمي كمرسام إكليلي كبير جدًا، بحيث يقوم بحجب ضوء النجوم البعيدة، ما يجعل رصد الكواكب المرتبطة بها أمرًا سهلًا. يمكن أن تقلل هذه المركبة في وضعية فتح البتلات الضوء المجمع من النجوم الساطعة بمقدار عشرة مليارات ضعف. سيستخدم التلسكوب الضوء ‹‹المتسرب›› حول الحواف عندما يمسح الأنظمة الكوكبية المستهدفة. سيتمكن علماء الفلك من فحص الأغلفة الجوية للكواكب الخارجية بواسطة تقليل الضوء القوي للبحث عن تواقيع (بصمات) كيميائية محتملة للحياة على بعد عشرات الترليونات من الأميال.

## الأهداف
تهدف مهمة ‹‹عوالم جديدة›› لاكتشاف وتحليل الكواكب الخارجية الأرضية (الصخرية).
الاكتشاف: أولًا، تُكتشف أنظمة الكواكب الخارجية مباشرة باستخدام التلسكوب الفضائي والحاجب.
رسم خريطة النظام المُكتشف: بعد اكتشاف النظام الكوكبي، يتضمن رسم خريطة النظام الرسم المباشر لهذا النظام عن طريق اكتشاف ضوء النجم الأم المبعثر بسبب هذا النظام.